# Lieja-Bastogne-Lieja 1980
La Lieja-Bastogne-Lieja 1980 fou la 66a edició de la clàssica ciclista Lieja-Bastogne-Lieja. La cursa es va disputar el diumenge 20 d'abril de 1980, sobre un recorregut de 244 km.
El vencedor final fou el francès Bernard Hinault, per davant de Hennie Kuiper i Ronny Claes.

## Equips participants
| Equips ciclistes professionals (15)- Renault-Gitane - Peugeot-Esso-Michelin - IJsboerke-Warncke Eis - Boule d'Or-Sunair-Colnago - La Redoute-Motobécane - Safir-Ludo - Splendor-Admiral - TI-Raleigh-Creda - DAF Trucks-Lejeune - Bianchi-Piaggio - Boston-IFI-Mavic - Miko-Mercier-Vivagel - Puch-Sem-Campagnolo - Gis Gelati - Marc-Carlos-V.R.D.-Woningbouw |
| |

## Classificació general
| \| Classificació general \| Classificació general \| Classificació general \| Classificació general \| Classificació general \| \| Corredor \| Corredor \| Equip \| Temps \| \| \| --------------------- \| ----------------------- \| ---------------------- \| --------------------- \| --------------------- \| \| 1r \| Bernard Hinault \| Renault-Gitane \| 7h 01' 42" \| \| \| 2n \| Hennie Kuiper \| Peugeot-Esso-Michelin \| + 9' 24" \| \| \| 3r \| Ronny Claes \| IJsboerke-Warncke Eis \| + 9' 24" \| \| \| 4t \| Alfons De Wolf \| Boule d'Or-Studio Casa \| + 10' 34" \| \| \| 5è \| Pierre Bazzo \| La Redoute-Motobécane \| + 10' 34" \| \| \| 6è \| Ludo Peeters \| IJsboerke-Warncke Eis \| + 10' 34" \| \| \| 7è \| Herman Van Springel \| Safir-Ludo \| + 12' 05" \| \| \| 8è \| Guido Van Calster \| Splendor-Admiral \| + 12' 35" \| \| \| 9è \| Johan van der Velde \| TI-Raleigh-Creda \| + 12' 35" \| \| \| 10è \| Eddy Schepers \| DAF Trucks-Lejeune \| + 12' 35" \| \| \| 11è \| Gilbert Duclos-Lassalle \| Peugeot-Esso-Michelin \| + 12' 35" \| \| \| 12è \| Silvano Contini \| Bianchi-Piaggio \| + 12' 35" \| \| \| 13è \| Henk Lubberding \| TI-Raleigh-Creda \| + 16' 03" \| \| \| 14è \| Stefan Mutter \| TI-Raleigh-Creda \| + 16' 03" \| \| \| 15è \| Pascal Simon \| Peugeot-Esso-Michelin \| + 16' 03" \| \| \| 16è \| Jan Jonkers \| Boston-IFI-Mavic \| + 17' 59" \| \| \| 17è \| Bert Oosterbosch \| TI-Raleigh-Creda \| + 18' 35" \| \| \| 18è \| Paul Wellens \| TI-Raleigh-Creda \| + 18' 35" \| \| \| 19è \| Frits Pirard \| Miko-Mercier-Vivagel \| + 18' 35" \| \| \| 20è \| Jean-Raymond Toso \| Puch-Campagnolo-Sem \| + 24' 06" \| \| \| 21è \| Jostein Wilmann \| Puch-Campagnolo-Sem \| + 27' 00" \| \| |                         |                        |            |
| |                         |                        |            |
| Fonts: ProCyclingStats Cycling Archives |                         |                        |            |
| Classificació general |                         |                        |            |
| Corredor | Corredor                | Equip                  | Temps      |
| 1r | Bernard Hinault         | Renault-Gitane         | 7h 01' 42" |
| 2n | Hennie Kuiper           | Peugeot-Esso-Michelin  | + 9' 24"   |
| 3r | Ronny Claes             | IJsboerke-Warncke Eis  | + 9' 24"   |
| 4t | Alfons De Wolf          | Boule d'Or-Studio Casa | + 10' 34"  |
| 5è | Pierre Bazzo            | La Redoute-Motobécane  | + 10' 34"  |
| 6è | Ludo Peeters            | IJsboerke-Warncke Eis  | + 10' 34"  |
| 7è | Herman Van Springel     | Safir-Ludo             | + 12' 05"  |
| 8è | Guido Van Calster       | Splendor-Admiral       | + 12' 35"  |
| 9è | Johan van der Velde     | TI-Raleigh-Creda       | + 12' 35"  |
| 10è | Eddy Schepers           | DAF Trucks-Lejeune     | + 12' 35"  |
| 11è | Gilbert Duclos-Lassalle | Peugeot-Esso-Michelin  | + 12' 35"  |
| 12è | Silvano Contini         | Bianchi-Piaggio        | + 12' 35"  |
| 13è | Henk Lubberding         | TI-Raleigh-Creda       | + 16' 03"  |
| 14è | Stefan Mutter           | TI-Raleigh-Creda       | + 16' 03"  |
| 15è | Pascal Simon            | Peugeot-Esso-Michelin  | + 16' 03"  |
| 16è | Jan Jonkers             | Boston-IFI-Mavic       | + 17' 59"  |
| 17è | Bert Oosterbosch        | TI-Raleigh-Creda       | + 18' 35"  |
| 18è | Paul Wellens            | TI-Raleigh-Creda       | + 18' 35"  |
| 19è | Frits Pirard            | Miko-Mercier-Vivagel   | + 18' 35"  |
| 20è | Jean-Raymond Toso       | Puch-Campagnolo-Sem    | + 24' 06"  |
| 21è | Jostein Wilmann         | Puch-Campagnolo-Sem    | + 27' 00"  |